# Fahd bin Salman Al Sa'ud
Fahd bin Salmān Āl Saʿūd (in arabo فهد بن سلمان بن عبد العزيز آل سعود‎?; Riad, 1955 – Riad, 25 luglio 2001) è stato un politico e imprenditore saudita, membro della famiglia reale Al Saʿūd.

## Primi anni di vita e formazione
Il principe Fahd era nato a Riad nel 1955 ed era il primo figlio di re Salman. Sua madre era Sultana bint Turki Al Sudairi, morta a 71 anni nel luglio 2011. Era la figlia dello zio di Salman, Turki bin Ahmad Al Sudairi, che era stato in precedenza governatore della provincia di Asir. Fahd bin Salman era fratello germano dei principi Ahmad, Sultan, Abd al-Aziz, Faysal e della principessa Hassa (nata nel 1974).
Fahd bin Salman ha conseguito una laurea presso l'Università Re Sa'ud di Riad e un Bachelor of Arts in scienze politiche presso l'Università della California - Berkeley.

## Carriera
Al suo ritorno in Arabia Saudita, Fahd bin Salman è entrato al ministero dell'interno in qualità di consulente. In seguito, dal febbraio 1986 al febbraio 1993, ha servito come vice governatore della Provincia Orientale. Ha sostenuto di aver speso circa 4 milioni di dollari di tasca propria per eventi e opere di generosità per la gente comune nel mese sacro del Ramadan durante il suo mandato di vice governatore.
Dal 1991 alla sua morte, nel 2001, è stato coinvolto in diverse iniziative imprenditoriali private. Una delle sue imprese era la Eirad, una società di tecnologia spaziale con sede a Riyad.

## Corse di cavalli e allevamento
Fahd bin Salman, dopo essere stato introdotto nel mondo delle corse di cavalli nei primi anni '80 dal suocero Khalid ibn Abd Allah, nel 1984 comprò le famose stalle Whatcombe, situate vicino a Lambourn. In seguito ha acquisito una scuderia di cavalli purosangue da corsa e fondato la scuderie Newgate nel Dorset e a Lexington.
Il suo più grande successo è arrivato con il puledro Generous, le cui vittorie includono il Derby di Epsom del 1991, la King George VI and Queen Elizabeth Stakes e il Derby irlandese. Ha vinto la Irish Oaks due volte, nel 1990 e nel 1999, con Knight's Baroness e Ramruma, rispettivamente. Il principe Fahd ha vinto anche la Irish St. Leger del 1990, il Derby italiano di galoppo del 1994 e il Derby francese (Prix du Jockey Club).
Possedeva anche altri cavalli vincenti, fra cui Ibn Bey, Broken Hearted, Zoman, Insan, Bint Pasha, Magic Ring e Dilum. Nei suoi ultimi anni iniziò a dedicarsi all'allevamento dei cavalli piuttosto che alle gare.

## Altre attività
La Società di beneficenza Principe Fahd bin Salman per la cura dei pazienti renali è un'organizzazione di beneficenza, fondata dal principe, che ne è stato il primo segretario generale. L'associazione era precedentemente nota con il nome di Centro del rene Wafa a Namas, infatti è stata ribattezzata solo dopo la morte di Fahd. Attualmente, il padre, re Salman, è il presidente mentre il fratello, Abd al-Aziz, è il segretario generale.

## Vita personale
La moglie del principe era Nuf bint Khalid bin Abd Allah Al Sa'ud (1962-2021), figlia di Khalid bin Abd Allah e di al-Jawhara bint Abd al-Aziz. Dal matrimonio sono nati Sultan, Sarah, Ahmad e Rima. Una delle sue figlie, la principessa Sarah, ha sposato Talal bin Abd al-Aziz, nipote di Bandar bin Abd al-Aziz, il 26 maggio 2011. Una seconda cerimonia di nozze si è tenuta a Marbella il 2 luglio dello stesso anno.

## Morte e funerale
Il principe Fahd bin Salman è morto per insufficienza cardiaca a Riad il 25 luglio 2001. Le preghiere funebri si sono tenute lo stesso giorno nella moschea Imam Turki bin Abd Allah di Riyad dopo la preghiera del pomeriggio. La salma è stata poi sepolta nel cimitero al-'Ud della capitale.